# Springer-Hochhaus (Hamburg)

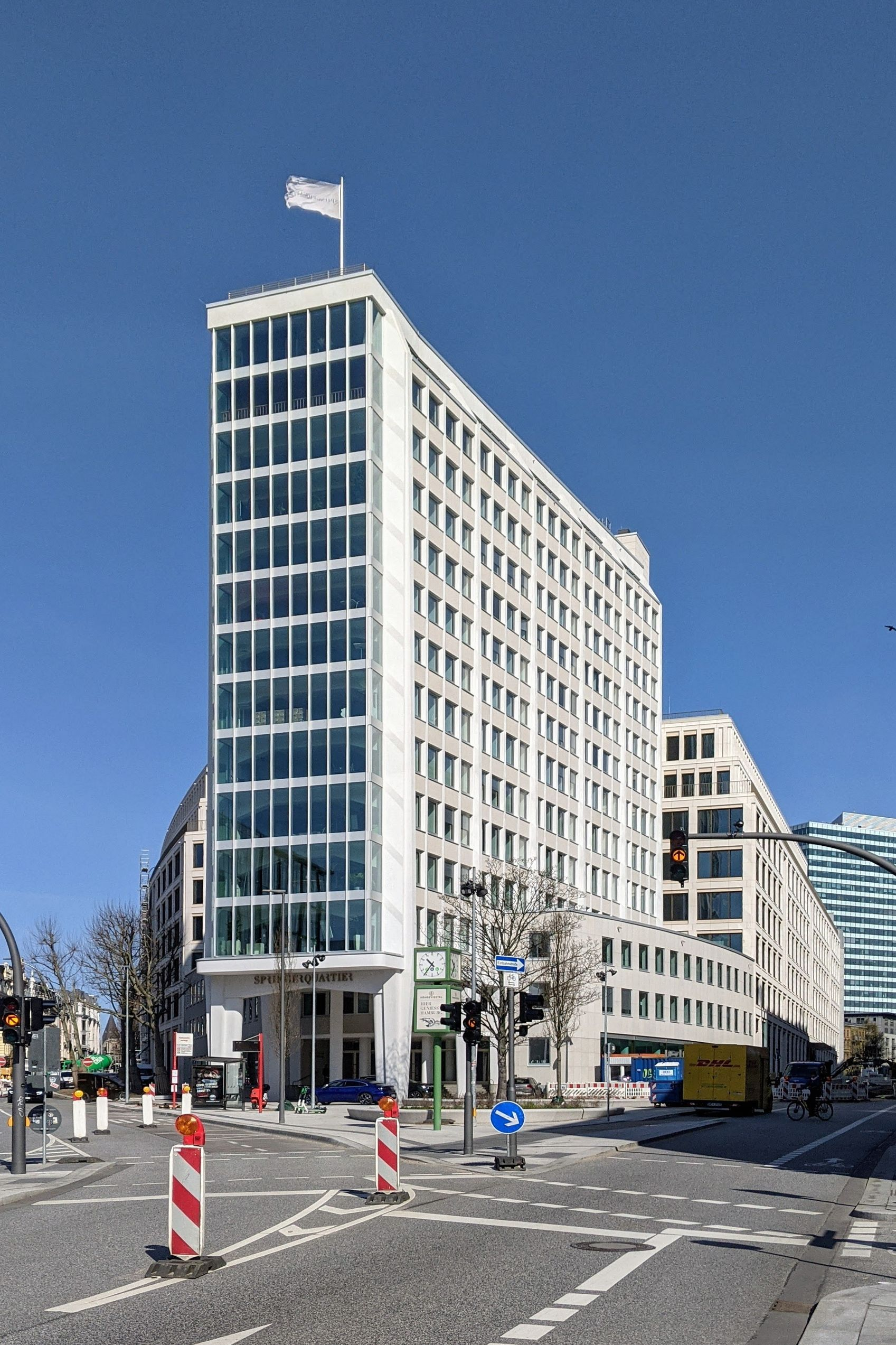
Springer-Hochhaus am Axel-Springer-Platz

Das Springer-Hochhaus in Hamburg diente dem Axel Springer Verlag von 1956 bis 1967 als Hauptsitz.

## Lage und Architektur
Das Springer-Hochhaus befindet sich im Stadtteil Hamburg-Neustadt am Axel-Springer-Platz 1 und beherbergt auf einer Höhe von 50 Metern 14 Etagen. Der Entwurf des Gebäudes stammt von Ferdinand Streb. Der Sockelbau der Fassade prägt eine Verkleidung mit rauen Marmorriemchen. Für das Foyer schuf Wilhelm Haerlin ein „monumentales zweiteiliges Mosaikbild“, das als sein wichtigstes Werk gilt.

## Geschichte
An dem Platz, auf dem das Springer-Hochhaus gebaut wurde, hat der 1853 eröffnete Ball- und Konzertsaal Conventgarten gestanden. Dieser wurde am 24. Juli 1943 von alliierten Bomben zerstört und 1948 die Fläche planiert. Am 28. November 1950 wurde durch Axel Springer der Grundstein für das 50 Meter hohe Verlagsgebäude gelegt. Nach etwa fünfjähriger Bauzeit wurde im Frühjahr 1956 die Einweihung gefeiert. Am 19. Mai 1972 wurde durch die Terrororganisation Rote Armee Fraktion (RAF) ein Bombenanschlag auf das Gebäude verübt. Hierbei wurden 17 Menschen verletzt. Seit 1997 steht das Hochhaus unter Denkmalschutz.
Zum 1. Januar 2016 erwarben die Hamburger Momeni Immobilien Holding GmbH gemeinsam mit Joint-Venture-Partner Black Horse Investments, dem Family-Office der Düsseldorfer Familie Schwarz-Schütte, zwei von insgesamt drei Teilen des Springer-Areals, zu dem auch das Springer-Hochhaus gehört. Im Januar 2017 verkaufte das Investorenkonsortium dieses Areal inklusive Springer-Hochhaus an ein Konsortium der ärztlichen Versorgungswerke Niedersachsen, Sachsen-Anhalt und Mecklenburg-Vorpommern, der Tierärzteversorgung Niedersachsen und der Steuerberaterversorgung Niedersachsen. Als langfristiger Ankermieter neben weiteren Firmen des Hochhauses erhält die Axel Springer SE dort ihre Hamburger Dependance.
Der östlich gelegene Bauteil im Bereich der 1997 eröffneten Springer-Passage wurde 2016 vom Verlag an den Bezirk Hamburg-Mitte verkauft. Dort residiert seit 2017 das Bezirksamt Mitte, das zuvor über Jahrzehnte in den mittlerweile abgerissenen City-Hof-Hochhäusern am Hauptbahnhof untergebracht war.